# 吴县市
吴县市，是中华人民共和国江苏省苏州市曾经代管的县级市，由吴县於1995年撤縣設市而成，于2000年拆分成吴中区和相城区。

## 地理
吴县市位于北纬30°56～31°33＇、东经119°55＇～120°54＇之间。西边与太湖相连，东边与澄湖、阳澄湖相连，环绕苏州城区。东西宽92.5公里，南北长68公里，面积3234平方公里，占全省面积的3.15%。
吴县市气候属于北亚热带湿润性季风气候类型，由于太湖水体的调节作用，因此四季分明、温暖湿润、降水丰沛、日照充足和无霜期较长。

## 历史

### 古代时期
秦始皇帝二十六年（前221年），设立吴县，隶属会稽郡，为会稽郡政府所在地。新始建国元年（公元9年），吴县改为泰德县，地皇四年（23年）改回原名。東漢永建四年（129年），将会稽郡钱塘江以西部分设立吴郡，吴县改隶吴郡，为吴郡政府所在地。武周万岁通天元年（696年），析吴县设立长洲县。明清时，吴县属苏州府。清雍正二年（1724年），析长洲县设立元和县。雍正十三年，析吴县东山设立太湖厅。

### 民国时期
宣统三年九月十日（1911年11月5日），江苏巡抚程德全在苏州宣布“江苏独立”。十月初四（1911年11月24日），新政权撤销苏州府及长洲县、元和县、吴县，设立苏州民政长署，隶属苏军都督府（十月十三日（12月3日），苏军都督府改为中华民国军政府江苏都督府）。
民国元年（1912年）1月，苏州改为吴县。撤销太湖厅和靖湖厅，设立太湖县，后改名为洞庭县。7月，省议会决定撤销洞庭县，所属地归属吴县。12月14日，江苏省行政公署在南京成立，吴县隶江苏省。民国3年6月，江苏省划分为五道，吴县隶属江苏省苏常道，道政府驻吴县。民国16年4月，废除苏常道，吴县隶属江苏省。1928年12月10日，析吴县城区设立苏州市。1930年5月16日，苏州市撤销，并入吴县。1933年3月28日，吴县隶属第三行政督察区，区政府设于吴县。12月26日，吴县隶属无锡区（1936年5月1日，无锡区改为第二行政区）。
1937年，中国抗日战争爆发。11月15日，国民政府吴县政府迁至无锡荡口、甘露附近，成为流亡政府。11月19日，日军侵占吴县。1939年初，国民政府吴县政府驻宜兴张渚镇，隶属江南行署第二督察专员公署。1943年10月，张渚镇被日军占领，吴县政府撤离张渚镇。12月3日，吴县隶属日军苏州地方自治委员会成立。1938年3月，日军吴县政府建立。1941年7月1日，吴县隶属第一区清乡督察专员公署。12月底，第一区清乡督察专员公署撤销，吴县隶属江苏省政府。日本投降后，1945年9月2日，国民政府吴县政府迁回吴县，接收汪精卫政权吴县政府，吴县隶属江南行署（10月，江南行署撤销，成立江苏省第二区行政督察专员公署）。1946年，江苏省第二区行政督察专员公署从武进移驻吴县。1949年2月5日，江苏省政府在吴县设立办事处。24日，江苏省政府全部迁至吴县。4月25日，江苏省政府、第二区专员公署及吴县政府离开吴县。

### 中华人民共和国时期
1949年4月下旬，解放军发起渡江战役。4月27日佛晓，解放军第二十九军八十五师自枫桥进攻苏州，当日，解放军攻占苏州城。30日，新设地方政权。新政权自吴县划出城区设立苏州市。5月1日，吴县人民政府成立，隶属苏南苏州行政区专员公署。7月，为配合剿匪，成立太湖区行政办事处。1950年4月15日，太湖区行政办事处管辖原吴县的东山区、西山区。同月，吴县横泾区归太湖区行政办事处管辖。1951年6月，太湖区行政办事处撤销，东山区、西山区、横泾区划归吴县。1952年7月，苏南人民行政公署太湖办事处设立，原吴县的东山区、西山区归其管辖。1953年5月，太湖办事处改建为震泽县人民政府，吴县横泾区归其管辖。1959年4月，撤销震泽县，所属地归属吴县。
1983年3月1日，撤销苏州地区行政公署，吴县隶属苏州市。1994年4月29日，经江苏省人民政府批准，跨塘镇、斜塘镇、唯亭镇、胜浦镇划归苏州市人民政府直接管辖，由苏州工业园区管委会行使行政管理职能。1995年6月8日，经国务院批准，撤销吴县，设立吴县市。2000年12月31日，经国务院批准，撤销吴县市，设立苏州市吴中区、相城区。

## 行政区划
撤销前，吴县市下辖27个行政建制鎮：长桥镇、胥口镇、木渎镇、横泾镇、浦庄镇、渡村镇、东山镇、西山镇、藏书镇、光福镇、镇湖镇、东渚镇、甪直镇、车坊镇、郭巷镇、陆慕镇、蠡口镇、黄桥镇、渭塘镇、太平镇、湘城镇、阳澄湖镇、北桥镇、黄埭镇、东桥镇、望亭镇、通安镇。